# (12708) Van Straten
(12708) Van Straten est un astéroïde de la ceinture principale.

## Description
(12708) Van Straten est un astéroïde de la ceinture principale. Il fut découvert le 16 octobre 1990 à La Silla par Eric Walter Elst. Il présente une orbite caractérisée par un demi-grand axe de 2,73 UA, une excentricité de 0,13 et une inclinaison de 10,1° par rapport à l'écliptique.

## Compléments